# 山本源右衛門
山本 源右衛門（やまもと げんえもん、1888年（明治21年）3月8日 - 1947年（昭和22年）4月13日）は、大日本帝国陸軍軍人。最終階級は陸軍少将。功三級。

## 経歴
1888年（明治21年）に愛知県で生まれた。陸軍士官学校第20期卒業。1932年（昭和7年）8月に梨本宮守正王附武官に就任し、1935年（昭和10年）3月に陸軍歩兵大佐に進級。1937年（昭和12年）8月に歩兵第32連隊長に転じた。
1938年（昭和13年）7月15日に陸軍少将に進級し、歩兵第103旅団長（第2軍・第13師団）に着任。上海戦線に出動し、南京攻略戦、徐州会戦を連戦した。武漢攻略戦では大別山系で苦戦。ついで襄東会戦、宜昌作戦では師団主力として参加した。1940年（昭和15年）8月1日に留守第2師団司令部附となり、8月31日に予備役に編入された。1941年（昭和16年）3月1日に召集され陸軍兵器本廠附となり、1944年（昭和19年）2月10日に第4野戦補充隊長に就任した。1945年（昭和20年）2月20日に第4野戦補充隊を基幹に編成された独立混成第90旅団長（第13軍）に就任し、揚州で終戦を迎えた。